# Tanachot Saengnon
Tanachot Saengnon (thailändisch ธนโชติ แสงนนท์, * 27. Juni 2000) ist ein thailändischer Fußballspieler.

## Karriere
Tanachot Saengnon spielte von 2019 bis 2020 für den Sisaket United FC. Der Verein aus Sisaekt spielte in der North/Eastern Region der Thai League 4vierten Liga. 2020 wechselte er zum ebenfalls in Sisaket beheimateten Zweitligisten Sisaket FC. Sein Profidebüt gab der Torwart am 24. März 2021 im Auswärtsspiel beim Phrae United FC. Hier wurde er, nachdem der Stammtorwart Thanongsak Panpipat eine Rote Karte erhalten hatte, in der Nachspielzeit für den Feldspieler Wanit Chaisan eingewechselt. Am Ende der Saison 2020/21 musste er mit dem Klub in die dritte Liga absteigen. Hier trat man in der North/Eastern Region an. Am Ende der Saison 2021/22 wurde er mit dem Verein Vizemeister der Region. In den Aufstiegsspielen zur zweiten Liga konnte man sich jedoch nicht durchsetzen. Beim Sisaket FC stand er bis Ende August 2022 unter Vertrag. Am 27. August 2022 nahm ihn der sein ehemaliger Verein, der Drittligist Sisaket United FC, unter Vertrag. Mit dem Verein spielt er in der North/Eastern Region der Liga.